# Cayaponia duckei
Cayaponia duckei är en gurkväxtart som beskrevs av Hermann August Theodor Harms. Cayaponia duckei ingår i släktet Cayaponia och familjen gurkväxter. Inga underarter finns listade i Catalogue of Life.